# Waldemar Kampf
Waldemar Kampf (* 5. Juli 1913 in Königsberg i. Pr.; † 1988) war ein deutscher Historiker und Literaturhistoriker. Ab 1968 war er Professor für Geschichte.

## Leben
Waldemar Kampf wurde als Sohn von Emilie Kampf, geborene Kubbeteit, und des Kaufmanns Gustav Kampf, in Preußen geboren. An der Albertus-Universität Königsberg und der Friedrich-Wilhelms-Universität zu Berlin studierte er Geschichte, Literaturgeschichte und Kunstgeschichte. Nach dem Staatsexamen 1939 schrieb er seine Doktorarbeit bei Walther Ziesemer. 1941 wurde er zum Dr. phil. promoviert. In der Nachkriegszeit in Deutschland war er von 1946 bis 1948 Dozent an der Albert-Ludwigs-Universität Freiburg und von 1949 bis 1962 Gymnasiallehrer. 1962 wechselte er als Dozent an die neue Pädagogische Hochschule Karlsruhe, die ihn 1968 zum Professor ernannte. 1964 schrieb er einen umfangreichen Artikel über Georg Friedrich I. (Brandenburg-Ansbach-Kulmbach), der nach 1578 Ordnung in die verworrenen Verhältnisse des Herzogtums Preußen gebracht hatte. Dem Leben und Werk von Ferdinand Gregorovius verschrieben, sah Kampf sein Opus magnum in einer historisch-kritischen  Edition von dessen erhaltener Korrespondenz. Das Vorhaben misslang. Er war evangelisch, blieb ledig und lebte zuletzt in Freiburg im Breisgau.

## Veröffentlichungen (Auswahl)
- Markgraf Georg Friedrich von Ansbach-Bayreuth. In: Neue Deutsche Biographie. 1964.
- Ferdinand Gregorovius. In: Neue Deutsche Biographie. 1966.
- Ferdinand Gregorovius und die Politik seiner Zeit. In: Preußenland. Band 19, 1981.
- Politische Probleme im Werk Heinrich Jakobs. In: A. J. Hofmann (Hrsg.): Hansjakob und der badische Kulturkampf. 1981.
- als Hrsg.: Ferdinand Gregorovius, Geschichte der Stadt Rom im Mittelalter. 3 Bände. 1953–1957 (mit ausführlichem Nachwort); 3. Auflage 1978 (auch in italienischer Sprache erschienen).
- als Hrsg.: Ferdinand Gregorovius, Historische Skizzen aus Korsika. Ausgewählt und eingeleitet von Waldemar Kampf. 1954.